# Thalassodes chlorinaria
Thalassodes chlorinaria là một loài bướm đêm trong họ Geometridae.